# Petrogale burbidgei
Petrogale burbidgei é uma espécie de marsupial da família Macropodidae. Endêmica da Austrália, onde é restrita a região de Kimberley e em algumas ilhas do Arquipélago de Bonaparte.